# Créteil
Créteil este un oraș din suburbii, situat la aproximativ 5 km sud-est de Paris, prefectura departamentului Val-de-Marne din regiunea Île-de-France.
Comuna este sediul episcopiei de Créteil din 1966. În 2015, Créteil era a opta comună ca populație din regiunea Île-de-France și a doua cea mai populată din departamentul Val-de-Marne, după Vitry-sur-Seine.
Mic oraș cu un caracter rural până la al Doilea Război Mondial, Créteil a cunoscut o urbanizare intensă începând din 1955, odată cu construcția cartierului Mont-Mesly de către arhitectul Charles-Gustave Stoskopf, preambul al dezvoltării multor alte cartiere. Créteil a devenit reședința noului departament Val-de-Marne printr-un decret de aplicare din 1965 și a beneficiat atunci de un program urbanistic special numit „Nouveau Créteil”, care a inclus toate clădirile administrative aferente noului său statut: spitalul Henri-Mondor, prefectura, primăria și palatul de justiție.
Orașul se bucură de un patrimoniu natural de calitate, datorită în special lacului său de 42 de hectare, malurilor amenajate ale râului Marna și distincției „4 flori” cu mențiunea „Grand Prix”, obținută la concursul „Villes et Villages Fleuris” încă din 1984. Créteil dispune de un patrimoniu natural valoros, incluzând lacul său și zonele de promenadă de-a lungul Marnei. Cu 180 de hectare de spații verzi, printre care Île de Loisirs, Parcul Dupeyroux, Grădina Côte-d’Or și Parcul Brèche, comuna a optat pentru o vegetație diversificată, reunind 70 de specii diferite de arbori. Plante perene, graminee, bulbi și arbuști contribuie la înfrumusețarea orașului, datorită măiestriei grădinarilor municipali. În fiecare an, o tematică specifică ghidează conceperea și realizarea amenajărilor florale.
Distinsă cu labelul „4 Fleurs” încă din 1984, orașul a continuat să își îmbunătățească gestionarea spațiilor verzi prin integrarea unor metode horticole durabile, precum reducerea deșeurilor vegetale, înverzirea bazelor arborilor și utilizarea îngrășămintelor verzi. În 2022, Premiul național pentru strategia de amenajare peisageră a recompensat proiectul său de requalificare urbană și peisageră, parte a unei viziuni globale de modernizare și adaptare la provocările climatice.
Locuitorii sunt implicați în această inițiativă. O cartă a „Grădinarilor durabili” reglementează grădinile familiale, iar Concursul balcoanelor și caselor înflorite premiază locuitorii pentru contribuțiile lor la înfrumusețarea orașului. Evenimentul anual „Parcuri și grădini în sărbătoare” oferă grădini efemere, ateliere și expoziții de decorațiuni florale.

## Geografie

### Localizare
Créteil este situat în centrul departamentului Val-de-Marne, în inima aglomerației pariziene. Orașul se află la unsprezece kilometri sud-est (pe un azimut de 131°) de centrul Parisului (Punctul zero aflat pe esplanada Notre-Dame).

### Comune limitrofe
| Maisons-Alfort             | Maisons-Alfort | Saint-Maur-des-Fossés                    |
| Maisons-Alfort Alfortville |                | Saint-Maur-des-Fossés Bonneuil-sur-Marne |
| Choisy-le-Roi              | Valenton       | Bonneuil-sur-Marne Limeil-Brévannes      |

### Topografie
Créteil este situat pe un teren relativ plat, între văile Senei la vest și ale Marnei la est. De altfel, comuna este străbătută direct, pe limita sa estică, de râul Marna, care își încheie aici ultima meandră înainte de confluența sa cu Sena, la Alfortville.
Inundații semnificative ale râului Marna au marcat istoria comunei, în special în anii 1658, 1740, 1802, 1817, 1837, 1840, 1841, 1892, 1896, 1910, 1919, 1920, 1924, 1930, 1944, 1955, 1959 și 1970. Inundații majore ale Senei au avut loc, de asemenea, în 1830 și 1910. În așteptarea unei viitoare inundații centenare, care ar putea provoca pagube importante, orașul s-a dotat cu un lac urban artificial de aproximativ 40 de hectare, situat în sud-vestul comunei: lacul Créteil. Acesta este o fostă carieră transformată în lac la mijlocul anilor 1970.
Zona de câmpie aluvială este erodată de acțiunea râurilor Marna și Sena. Singura relicvă a erei terțiare este Mont-Mesly, situat în estul teritoriului comunal, fiind cel mai înalt punct al orașului, cu o altitudine de 74 de metri. Altitudinea minimă, înregistrată pe malurile Marnei, este de 31 de metri.

### Climă
În 2010, clima comunei era de tip oceanic al câmpiilor din Centru și de Nord, conform unui studiu a CNRS care se baza pe o serie de date care acoperă perioada 1971-2000. În 2020, Météo-France a publicat o tipologie a climei din Franța metropolitană în care comuna este expusă la un climat oceanic și se încadrează în regiunea climatică sud-vestică a bazinului parizian, caracterizată prin precipitații scăzute, în special în primăvară (120 până la 150 mm) și un iarnă rece (3,5 °C).
Pentru perioada 1971-2000, temperatura medie anuală este de 12,1 °C, cu o amplitudine termică anuală de 15,5 °C. Cantitatea medie anuală de precipitații este de 661 mm, cu 10,5 zile de precipitații în ianuarie și 7,7 zile în iulie. Pentru perioada 1991-2020, temperatura medie anuală observată la stația meteorologică cea mai apropiată, situată în comuna Choisy-le-Roi la 4 km distanță în linie dreaptă, este de 12,7 °C, iar cantitatea medie anuală de precipitații este de 607,2 mm.
Pentru viitor, parametrii climatici estimati pentru comună, pentru anul 2050, conform diferitelor scenarii de emisii de gaze cu efect de seră, pot fi consultati pe un site dedicat publicat de Météo-France în noiembrie 2022.

### Căi de comunicație și transport
Créteil este deservit de autostrada A86, cunoscută și sub numele de „super-perifericul parizian”, care leagă orașul de A4 la nord și de A6 la vest. Trei noduri rutiere asigură accesul la comună: Créteil-Échat, Créteil-Centre și Créteil-Bordières.

## Urbanism

### Tipologie
La 1 ianuarie 2024, Créteil este clasificată drept mare centru urban, conform noii grile comunale de densitate cu șapte niveluri, definită de INSEE (Institutul Național de Statistică și Studii Economice) în 2022. Aceasta aparține unității urbane a Parisului, o aglomerație inter-departamentală care cuprinde 407 comune, dintre care face parte ca o comună din suburbii. În plus, comuna face parte din aria metropolitană a Parisului, fiind una dintre comunele de la periferie, această zonă reunind 1.929 de comune.

## Toponimie
Numele galic al orașului, Cristoilum, își are originea în numele unui gal Cristos și în sufixul -ogilum.

## Istorie

### Preistorie

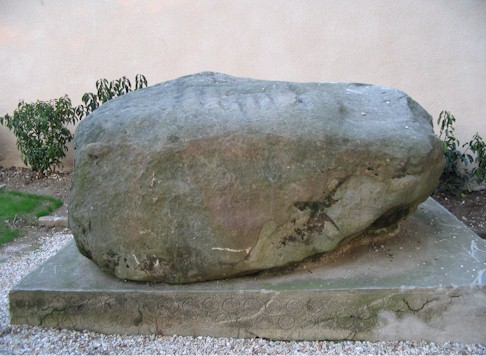
Polizor neolitic din Créteil.

Câteva silexuri rare din Paleolitic au fost încă descoperite la începutul secolului al XX-lea pe teritoriul comunei. Perioada Neoliticului a lăsat mai multe urme, precum polizorul, care reprezintă mândria preistorică a orașului Créteil. Acest bloc de peste două tone era folosit pentru ascuțirea uneltelor de piatră.
Cel puțin două topoare neolitice au fost descoperite în zona Mont-Mesly. Unul dintre ele, un topor din jadeit, este expus la Muzeul Antichităților Naționale din Saint-Germain-en-Laye.
Dregând Sena în secolul al XIX-lea, au fost descoperite mai multe arme din epoca bronzului. Acestea sunt expuse la British Museum din Londra.

### Antichitate
La începutul secolului al XX-lea, Camille Jullian a emis ipoteza existenței unui domeniu gallo-roman la Mesly. Elementele arheologice rămase sunt însă rare. Totuși, descoperirea unor fragmente și monede la sfârșitul secolului XX susține ipoteza lui Jullian.
Primele mențiuni scrise referitoare la Créteil datează din perioada merovingiană, sub denumirea de Vicus Cristolium. Martyrologiul lui Usuard, din secolul al IX-lea, indică faptul că acest loc a fost martorul martiriului unui mare număr de creștini, menționând:
„ In territorio Parisiacensi, vico Cristoilo, passio Sanctorum Agoardi et Agliberti cum aliis innumeris promiscui sexus. ”
Se regăsește și forma Vico Cristolio. Acest toponim este format din prefixul crist și radicalul Olium, ambii de origine galică: „crist” însemnând „poiană”, iar „Olium” desemnând „creastă”.
Astfel, „poiana” de pe „creasta” Mont-Mesly exista deja înainte de romanizare, situată pe drumul care lega Parisul de Sens, traseu ce corespunde astăzi șoselei naționale 19.
O etimologie mai tradițională sugerează că termenul crist ar fi legat de Iisus Hristos, datorită creștinării timpurii a orașului Créteil și venerării sfinților Agoard și Aglibert, martirizați în jurul anului 400 d.Hr. Totuși, această legendă hagiografică este astăzi contestată de istorici, care o consideră un „montaj incoerent”.
Cu toate acestea, existența unei biserici la Créteil este considerată plauzibilă încă din secolul al V-lea.

### Evul Mediu
Sarcofage merovingiene și monede au fost descoperite în mai multe rânduri începând cu secolul al XIX-lea. Prezența unui atelier monetar este chiar atestată în zona portului fluvial din Créteil.
Un act din 1150 ne informează că moșia Mèche aparținea bisericii Saint-Germain-l'Auxerrois, în timp ce un act din 1178 precizează că moșia Mesly era subordonată mănăstirii Saint-Maur-des-Fossés.
Din punct de vedere arhitectural, turnul-clopotniță al bisericii Saint-Christophe pare să dateze din secolul al XI-lea, în timp ce restul bisericii a fost construit în secolul al XIII-lea. Porumbarul a fost ridicat în secolul al XIV-lea.
Satul medieval pare să se fi dezvoltat în interiorul unui zid de apărare solid, situat la intersecția a cinci drumuri. Urbanizarea s-a realizat de-a lungul acestor cinci axe, conferind localității forma unei stele cu cinci colțuri.
Créteil era atunci, înainte de toate, un târg, beneficiind din plin de poziția sa strategică la intersecția mai multor drumuri importante și pe malul unui râu. În jurul anului 1390, zidul de apărare, străpuns de patru porți, era încă intact, iar satul număra aproximativ șaizeci de case.
Între aprilie 1315 și aprilie 1316, condițiile meteorologice au fost extrem de nefavorabile. Ploile și frigul din primăvara anului 1315 au împiedicat coacerea recoltei, fiind urmate de o iarna aspră și prelungită, din decembrie până la Paștele anului 1316. Viile de pe Mont-Mesly au fost complet distruse.
O mare foamete a lovit Créteil, la fel ca restul Regatului Franței.
În 1406, toponimul Créteil își face apariția după o serie de deformări succesive: Cristoill (1278), Cristeuil, Cresteul, apoi Creteuil.
Războiul de 100 de Ani a fost deosebit de devastator pentru Créteil. În 1418, satul, aflat sub ocupație anglo-burgundă, a fost jefuit și distrus, fiind lăsat în ruine. Chiar și nava bisericii s-a prăbușit.
Sfârșitul secolului a fost marcat de alte tulburări, cauzate de trecerea trupelor prinților Ligii Binelui Public în 1465.
Cu toate acestea, Créteil își revine treptat, iar în 1471 este deschis un spital, Hôtel-Dieu de Créteil.

### Epoca modernă

#### Secolul al XVI-lea

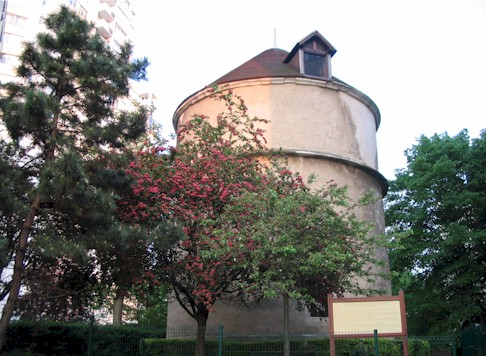
Porumbarul din Créteil din secolul al XIV-lea.

Créteil era încă alcătuit din feude ecleziastice, iar în 1548, episcopul de Paris, Jean du Bellay, devine noul stăpân al Créteil.
În 1567, în timpul războaielor religioase, hughenoții au jefuit biserica și au ars hrisoavele locale.
La acea vreme, satul era locuit în principal de plugari și viticultori, dar și de dulgheri, zidari, un potcovar, un brutar și un hangiu.
Se remarcă, de asemenea, prezența unor „parizieni”, proprietari de case sau terenuri la Créteil. Aceștia erau, în principal, negustori și funcționari ai Parlamentului.

#### Secolul al XVII-lea
În 1602, regele Henric al IV-lea face un popas la Créteil și ia masa la hanul satului.
La începutul secolului, un eveniment important pentru comunitate a fost instalarea clopotului mare al bisericii, botezat Henrye, în 1607.
Iarna 1614-1615 a fost lungă și aspră, cu ninsoare abundentă, stratul de zăpadă depășind înălțimea unui om. Viile de pe Mont-Mesly au fost distruse, iar unele case s-au prăbușit sub greutatea zăpezii.
O nouă catastrofă naturală a avut loc în 1658, când o inundație majoră a râului Marna a afectat grav localitatea. Pentru a veni în ajutorul sinistraților, biserica a organizat o structură de asistență.
Existența Companiei Carității pentru săracii parohiei este atestată încă din 1646.
Noi tulburări au avut loc în 1648 și 1652, în timpul Frondei, determinând evacuarea locuitorilor din Créteil.
Aceste evenimente nu au împiedicat însă exploatarea sistematică a carierelor de piatră, începută încă din 1646. Din 1652, au fost exploatate sistematic și carierele de piatră de ghips de pe Mont-Mesly.
Un alt simbol al dinamismului economic al Créteil a fost inaugurarea în 1684 a unei a doilea mori de făină, numit „moulin neuf”, construită în aval de vechea morară.
În 1674, Créteil se număra printre teritoriile și domeniile reunite în ducatul de Saint-Cloud.

#### Secolul al XVIII-lea

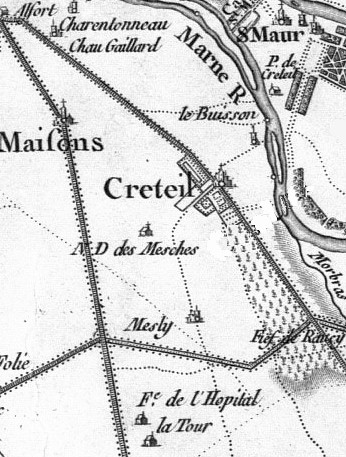
Detaliu din harta lui Cassini (1750). Se pot vedea Créteil, Les Mesches și Mesly.

Sfârșitul domniei lui Ludovic al XIV-lea este marcat de o mare lipsă de alimente care a afectat întreaga Franță din cauza unei perioade de frig extrem (1709). La Créteil se înregistrează 69 de decese. La începutul secolului al XVIII-lea se remarcă construcția primelor case burgheze aparținând „parizienilor”, însă satul își păstrează caracterul agricol, având în 1745 următoarea populație activă: 36 de viticultori, 24 de zilieri, 8 plugari, 7 negustori, 6 cârciumari-hotelieri, 2 fierari-potcovari, 2 căruțași, 2 rotari, 2 tâmplari, 2 cioplitori în piatră, 2 măcelari, 1 brutar, 1 mezelar, 1 băcan, 1 chirurg, 1 lăcătuș, 1 țesător, 1 tăietor de piatră, 1 curelar, 1 gestionar de tutun, 1 negustor de ouă și 1 grădinar.
Caietele de doleanțe redactate la Créteil în 1789 cuprind 15 articole, iar la 14 decembrie 1789, Créteil devine o comună. Primul primar este Louis Simon Piot (1746-1822), măcelar de profesie. Acesta asistă, alături de toate autoritățile departamentului, la trecerea rămășițelor pământești ale lui Voltaire, care fac un popas la Créteil pe 10 iulie 1791.

### Epoca contemporană

#### Prima jumătate a secolului al XIX-lea
În 1805, mareșalul Sérurier, apropiat al Împăratului, cumpără o casă mare în estul comunei. Locuitorii din Créteil o supranumesc „Castelul din Créteil”, însă aventura imperială se sfârșește rapid, iar în martie 1814, Créteil este ocupat de trupele ruse. Numeroase rechiziții au loc în comună.
Étienne de Joly, fost ministru, este primar al localității Créteil în 1815, dar în primăvara aceluiași an renunță la funcție la aflarea veștii despre întoarcerea împăratului Napoleon. Étienne de Joly revine ca primar al localității Créteil între anii 1819 și 1831.
Capriciile climatice rămân întipărite în memorie, precum furtuna din 1806 care a smuls acoperișul bisericii. Viiturile râului Marna sunt, de asemenea, numeroase și semnificative de-a lungul secolului al XIX-lea (1802, 1817, 1837, 1840, 1841, 1892, 1896). Neavând încă un debit controlat, Marna este totuși îmblânzită prin construcția unui pod. Podul din Créteil, care traversează Marna între Créteil și Saint-Maur-des-Fossés, este inaugurat pe 9 aprilie 1841, înlocuind vechiul sistem de traversare cu bacul.
Exploatarea carierelor modifică structura populației din Créteil, care devine dominată de numărul muncitorilor ce lucrează în aceste cariere. În 1820, 163 dintre ei locuiesc la Créteil. O altă evoluție economică are loc odată cu transformarea vechii mori de făină într-o filatură de bumbac încă din 1804. O fabrică de îngrășăminte se instalează la Créteil în 1851, în timp ce culturile de legume se înmulțesc în câmpie.
Revoluția din 1848 provoacă numeroase manifestări de bucurie la Créteil, marcate prin plantarea simbolică a unui arbore al libertății. În urma acestei revoluții, Hôtel-Dieu din Créteil, fondat în 1471, trece sub controlul Asistenței Publice în 1849.

#### Războiul din 1870
Războiul franco-prusac din 1870 este deosebit de devastator pentru Créteil. După un scurt conflict pe 17 septembrie 1870, târgul este jefuit și lăsat în ruină de către prusaci, în timp ce luptele de la Mont-Mesly din 30 noiembrie 1870 provoacă moartea a 179 de persoane.

#### Industrii și comunicații la Créteil la sfârșitul secolului al XIX-lea
Modernitatea ajunge la Créteil în acest secol al XIX-lea, odată cu instalarea unui oficiu poștal în 1823, iar spre sfârșitul secolului, un tramvai cu tracțiune animală leagă Créteil de Bastilia (Paris). Aceasta este una dintre liniile operate de Compania Generală de Omnibusuri. În ultimele decenii ale secolului, consiliul municipal și-a exprimat în repetate rânduri dorința de a înlocui tracțiunea animală cu tracțiunea mecanică, însă fără succes. O a doua linie de tramvai traversează Créteil începând din 1901, asigurând legătura între Bonneuil-sur-Marne și podul Concorde din Paris.
Telegraful este atașat oficiului poștal în 1874, apoi este conectat la rețeaua telefonică în 1891.
Créteil este, de asemenea, un oraș cu numeroase industrii, așa cum este și astăzi. Sub al Doilea Imperiu, se instalează Orfèvrerie Boulanger pe rue de Mesly; mai târziu, Manufacture de Papiers et Cartons Bersant, situată vizavi de insula Brise-Pain; fabrica de varză murată Benoist, pe ferma Pompadour, aproape de Maisons-Alfort; și, în cele din urmă, diverse fabrici de îngrășăminte și de vase din gresie.

#### Secolul al XX-lea
În 1897, primăria (vechea primărie devenind ulterior Maison du Combattant) îi solicită unuia dintre maeștrii Art Nouveau, Eugène Martial Simas, să decoreze sala căsătoriilor cu patru mari pânze.
Créteil își adoptă stema în 1901. Este vorba despre un blazon de azur, decorat cu o fasce undată de argint, reprezentând râul Marna, o cruce potenciată de aur, simbolizând vechile stăpâniri ecleziastice, și un ciorchine de struguri, evocând principala activitate economică a comunei până la mijlocul secolului al XIX-lea.
Între 1906 și 1908, o comunitate literară și artistică se stabilește în oraș și ia numele de Abbaye de Créteil.
Prima proiecție cinematografică are loc în 1907. Aceasta devine una dintre activitățile preferate ale numeroșilor soldați staționați la Créteil în timpul Primului Război Mondial.
În ultimele luni ale conflictului, primăria organizează și cofinanțează tabere de vacanță pentru 50 de copii din comună.
Odată cu revenirea păcii, festivitățile se înmulțesc. Unele dintre ele sunt organizate pentru a strânge fonduri în sprijinul sinistraților afectați de numeroasele inundații ale râului Marna. În program se regăsesc circuri, baluri nocturne și concerte de tot felul.
Cinematograful rămâne un divertisment apreciat, iar sala de proiecții din Créteil primește numele de „Cinéma Regina” la începutul anilor 1930.
În timpul celui de-al Doilea Război Mondial, trupele germane intră în Créteil pe 27 august 1940. Aproximativ 200 de soldați sunt staționați în comună, iar un post de observație aeriană este instalat pe Mont-Mesly începând din 1941. Castelul Buttes devine Post de comandă.
Pe 10 aprilie 1944, un bombardament american deosebit de violent lovește orașul, distrugând parțial școala. Bombardamentele continuă până în august 1944, provocând numeroase victime civile.
Pe 12 august 1944, Rezistența locală preia controlul asupra depozitului poliției din Créteil. Orașul își obține singur eliberarea, înlocuind pe 21 august 1944 drapelul cu svastică de pe Castelul Buttes cu tricolorul francez. Germanii se retrag pe Mont-Mesly și în câmpie.
Pe 26 august, aviația germană bombardează intens Créteil, provocând 18 morți și distrugeri majore la 62 de clădiri.
Pe 30 august 1944, trupele americane intră în oraș, marcând sfârșitul ocupației.
Memorialul victimelor civile din Créteil înscrie 67 de nume, iar monumentul eroilor omagiază 374 de soldați din Créteil căzuți pentru Franța între 1870 și 1962.

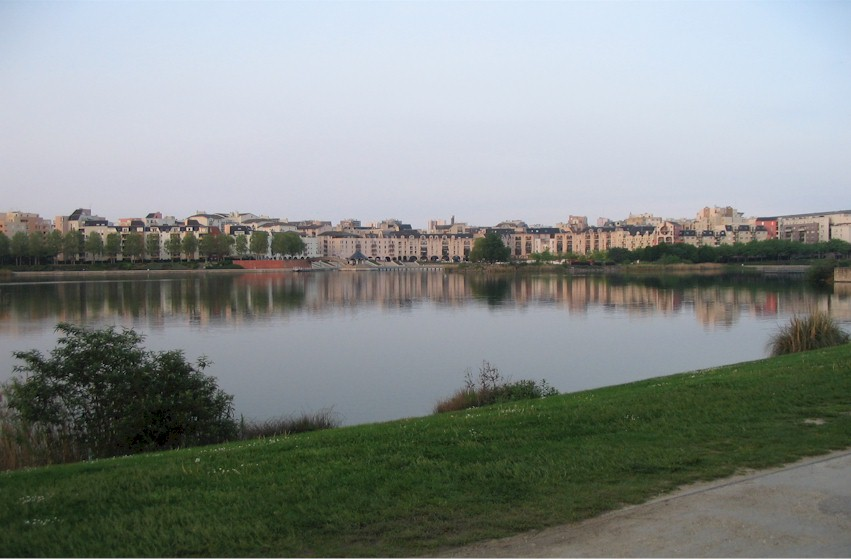
Cartierul Port, situat pe malul lacului Créteil.

Créteil își abandonează caracterul rural după al Doilea Război Mondial. Populația crește de la 13.800 de locuitori în 1954 la 30.654 în 1962.
La 1 ianuarie 1968, orașul devine reședința prefecturii noului departament Val-de-Marne.
Dezvoltarea urbană a comunei devine, începând din această perioadă, elementul esențial al istoriei locale. Urbanizarea Mont-Mesly începe în 1955, iar prima zonă de activitate, cea din Petites-Haies, este aprobată de consiliul municipal în 1964, fiind inaugurată pe 10 iunie 1970.
Pierre Billotte, primar între 1965 și 1977, continuă această evoluție, bazându-se pe sfaturile arhitectului Pierre Dufau, laureat al Grand Prix de Rome, urbanist-șef al Nouveau Créteil. Specificul dezvoltării Nouveau Créteil constă în faptul că se bazează pe inițiativa privată, în jurul Compagnie bancaire, spre deosebire de celelalte orașe noi din jurul Parisului, care sunt operațiuni exclusiv publice. În 1972, Pierre Billotte primește Marea medalie pentru urbanism din partea Academiei de Arhitectură.
Urbanizarea este încă în desfășurare, cu lansarea în 2006 a unui nou cartier situat între lacul Créteil și Valenton, numit Pointe du Lac.
Printre clădirile emblematice ale orașului se numără faimoasele „Choux” (opera arhitectului Gérard Grandval, laureat al Grand Prix de Rome), construite între 1969 și 1974, precum și primăria din Créteil, a cărei arhitectură simbolizează modernitatea orașului.
Créteil are 42 de clădiri de cel puțin 15 etaje, alături de numeroase clădiri mai mici, cu patru până la șase etaje. Cu toate acestea, cartierele vechi din nord-estul comunei sunt păstrate, conservându-și caracterul rezidențial cu case individuale.
Ca și alte orașe noi, Créteil este dotat cu o bază de agrement și activități în aer liber, situată lângă parcul departamental, cu o suprafață de 59 de hectare, din care două treimi sunt ocupate de lacul Créteil.
Aceeași evoluție are loc și în domeniul transporturilor, odată cu deschiderea a trei stații de metrou pe linia 8, între 1973 și 1974:
- Créteil - L'Échat,
- Créteil - Université,
- Créteil - Préfecture.

O a patra stație, Pointe du Lac, a fost inaugurată pe 8 octombrie 2011, pentru a deservi stadionul Dominique-Duvauchelle și zonele învecinate.
De asemenea, drumul rapid „Créteil - Bonneuil” a fost deschis circulației pe 9 septembrie 1974.
Odată cu promovarea sa la rangul de prefectură, Créteil devine sediul unui episcopat catolic în 1966, apoi al unei academii în 1972.
Universitatea din Créteil își deschide porțile în 1970.
Un centru spitalicesc universitar (CHU), cu aproape o mie de paturi, completează infrastructura medicală a orașului: CHU Henri-Mondor.
Aceste instituții, alături de tribunalele din Créteil, joacă un rol important în vizibilitatea mediatică a orașului.

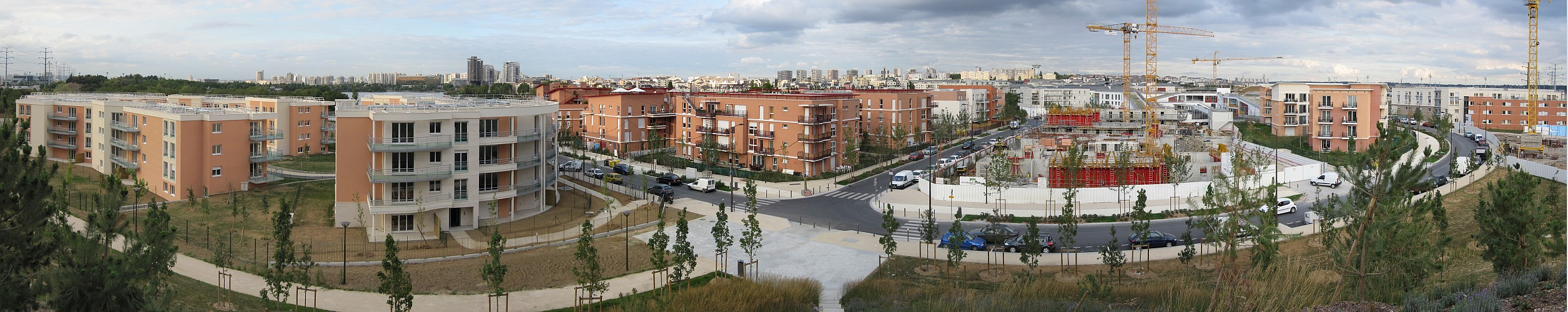
ZAC de la Pointe du Lac: continuarea și finalizarea proiectului inițiat de Pierre Billotte. La orizont, spre stânga, se află primăria; în centru, se distinge Mont-Mesly.

## Populația și societatea

### Date demografice
Evoluția numărului de locuitori este cunoscută prin recensămintele populației efectuate în comună începând din 1793. Pentru comunele cu mai puțin de 10 000 de locuitori, un recensământ al întregii populații este realizat la fiecare cinci ani, populațiile legale pentru anii intermediari fiind estimate prin interpolare sau extrapolare.
În 2022, comuna număra 92 859 locuitori, în creștere cu +3,88 % față de 2016 (Val-de-Marne: +3 %, Franța fără Mayotte: +2,11 %).
| An        | 1793 | 1821  | 1841  | 1856  | 1876  | 1886  | 1901  | 1921  | 1936   | 1962   | 1982   | 2006   | 2014   | 2022   |
| --------- | ---- | ----- | ----- | ----- | ----- | ----- | ----- | ----- | ------ | ------ | ------ | ------ | ------ | ------ |
| Populație | 946  | 1 270 | 1 826 | 1 733 | 2 955 | 4 045 | 4 923 | 8 169 | 11 755 | 30 403 | 71 693 | 88 939 | 91 042 | 92 859 |

## Cultura locală și patrimoniul

### Locuri și monumente
O sculptură realizată de Marthe Baumel-Schwenck, intitulată „La Femme Assise”, se află în apropierea MJC Mont-Mesly, la intersecția dintre rue Juliette-Savar și rue René-Arcos.

#### Patrimoniu arhitectural
- Biserica Saint-Christophe prezintă o criptă din secolul al VIII-lea, în timp ce stilul său arhitectural îmbină elemente ogivale din secolele al XII-lea și al XIII-lea.

Turnul-clopotniță fortificat, cu o înălțime de 30 de metri, datează din secolul al XI-lea. Restul edificiului este mai recent și combină elemente romanice și gotice.
Nava, construită în secolul al XIII-lea, încorporează cripta din secolul al VIII-lea, unde, în colțul de nord, se află relicvele sfinților Agoard și Agilbert.
De fapt, biserica are trei nave, separate de patru coloane din blocuri monolitice, care delimitează nouă travee identice, acoperite cu bolți încrucișate.
Această biserică este clasată monument istoric din 1928.
Numeroase săpături arheologice au fost efectuate în jurul bisericii, scoțând la iveală sarcofage merovingiene și morminte care ar putea data chiar din secolul al IV-lea.
Vitraliile neogotice ale absidei datează din 1854: cele trei ferestre ilustrează viața lui Hristos.
- Vitraliul capelei nordice este dedicat Fecioarei Maria,
- Vitraliul capelei sudice este consacrat sfintei Genoveva.
- Celelalte deschideri sunt decorate cu grisailles (vitralii monocrome), realizate la sfârșitul secolului al XIX-lea.

Biserica are trei clopote:
- Joséphine Élisabeth (peste 2.500 de livre), refăcută în 1867;
- Marie (mai puțin de 200 de livre), oferită în 1552 capelei Notre-Dame-des-Mèches, apoi adusă la biserică în timpul Revoluției;
- Clopotul Martirilor (800 de livre), instalat în 1992.

- Piatră de ascuțit neolitică, descoperită la începutul secolului al XX-lea, este un bloc de peste două tone de gresie, utilizat pentru ascuțirea uneltelor din piatră. Aceasta datează din jurul anului 5000 î.Hr..
- Porumbarul, clasat monument istoric din 1972, este cel mai mare porumbar din Île-de-France, având o capacitate de 1.500 de perechi de porumbei. Această construcție din secolul al XIV-lea a fost deplasată cu 45 de metri spre sud în 1971, pentru a permite amenajarea unui nou cartier. O pictură realizată de Émile Diffloth în 1925 îl reprezintă.
- Castelul des Mèches este o vilă mare în stil italian, construită în jurul anului 1863, în mijlocul parcului Dupeyroux. În prezent, este reședința prefectului.
- Monumentul dedicat Rezistenței și Deportării a fost ridicat de consiliul general al departamentului Val-de-Marne pe 10 mai 1974. Supranumit „Oul”, datorită formei sale de ou spart, simbolizând Pământul distrus, monumentul este situat în apropierea prefecturii.

Arhitectura contemporană ocupă un loc predominant în oraș, cu realizări emblematice precum prefectura, primăria, palatul de justiție, casa artelor și culturii, sediul central al Pernod Ricard, celebrii „choux” sau arhivele departamentale.
Principalele zone de promenadă sunt malurile lacului Créteil, malurile râului Marna și zona pietonală din vechiul sat. Créteil dispune de 180 de hectare de spații verzi publice.

#### Cimitirul
Cimitirul comunal, deschis în 1822, include câteva elemente remarcabile, printre care celebra poartă monumentală a fostei închisori Cherche-Midi (Paris), reconstruită lângă esplanada Souvenir în 1982. Printre personalitățile înmormântate în cimitir, se remarcă:
- Generalul Pierre Billotte (1906-1992)
- Raoul Diagne (1910-2002), jucător și antrenor de fotbal
- Gabriel Gobin (1903-1998), actor belgian

#### Patrimoniu natural

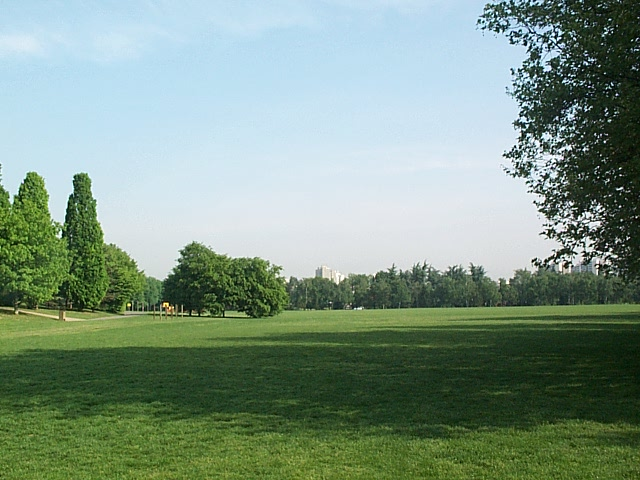
Pajiștea din insula de agrement a Créteil

Spațiile verzi ale orașului se întind pe 180 de hectare, incluzând insula de agrement din Créteil, care are în centrul său lacul, ocupând o suprafață de 59 de hectare. De asemenea, pot fi menționate parcul Dupeyroux, parcul Brèche, malurile râului Marna și insulele fluviale.
Créteil a fost recompensat cu un Mare Premiu Național al Villes et Villages Fleuris, evidențiind astfel omniprezența vegetației în oraș.

## Personalități
- Albert Gleizes (1881-1953), pictor.
- Georges Duhamel (1884-1966), scriitor și poet.
- André Malraux (1901-1976), scriitor, aventurier și om politic.
- René Brantonne (1903-1979), ilustrator specializat în science-fiction.
- Generalul Pierre Billotte (1906-1992)
- Pierre Seghers (1906-1987), poet și editor.
- Raoul Diagne (1910-2002), jucător și antrenor de fotbal
- Charles Trenet (1913-2001), cântăreț.
- Richard Boucher (1932-2017), fotbalist internațional francez.
- Daniel Morelon (1944), ciclist.
- Pierre Trentin (1944), ciclist.
- Sheila (1945), cântăreață.
- Laurent Fignon (1960-2010), ciclist.
- Thierry Binisti (1964), regizor.
- Stéphane Caristan (1964), atlet.
- Philippe Di Folco (1964), scriitor și scenarist.
- Xavier Niel (1967), om de afaceri.
- Joël Abati (1970), handbalist.
- Guéric Kervadec (1972), handbalist.
- Assia (1973), cântăreață.
- Sylviane Félix (1977), atletă.
- Marc Raquil (1977), atlet.
- Youssoupha (1979), rapper.
- Grégory Baugé (1985), ciclist.
- Cindy Billaud (1986), atletă.
- Richard Soumah (1986), fotbalist internațional guineean.
- Émilie Le Pennec (1987), gimnastă.
- Hugo Descat (1992), handbalist.
- Adrien Rabiot (1995), fotbalist.
- Nedim Remili (1995), handbalist.
- Dan-Axel Zagadou (1999), fotbalist francez.

## Înfrățiri
- Israel – Kiryat Yam - din 1978[31]
- Germania – Salzgitter - din 1979[31]
- Franța – Les Abymes - din 1981[31]
- Regatul Unit al Marii Britanii și al Irlandei de Nord – Falkirk - din 1983[31]
- Spania – Mataró - din 1991[31]
- Cuba – Playa - din 2002[31]
- Portugalia – Loulé - din 2016[31]